# Науменко, Лев Константинович
Лев Константи́нович Нау́менко (19 октября 1933, Новохопёрск — 18 июня 2020, Москва) — советский и российский философ

. Специалист по теории диалектики и социальной философии, исследователь творчества Эвальда Ильенкова. Доктор философских наук (1968), профессор.

## Биография
Родился в городе Новохопёрске (ныне — Воронежская область).
В 1956 году окончил философский факультет МГУ имени М. В. Ломоносова. Будучи на третьем курсе, в 1954 познакомился с Ильенковым. Затем, по собственным словам, "много лет был знаком с Эвальдом, даже близок к нему, мы вместе еще в 50‑х переводили Лукача, вместе (с Г. Зайделем) написали рецензию на «Молодого Гегеля» для «Вопросов философии» и получили после венгерских событий идеологический «отлуп» в редакционной статье «Вопросов», я редактировал в «Коммунисте» его последнюю статью и готовил к изданию (посмертно) его последнюю книгу, наконец, мы вместе написали статью о Спинозе, опубликованную у нас и в Италии". 
Год преподавал политическую экономию и историю СССР в Сельскохозяйственном техникуме в Воронеже.
В 1957—1969 годах работал в Институте философии и права Академии наук Казахской ССР, занимая последовательно должности младшего и старшего научного сотрудника.
В 1963 году защитил диссертацию на соискание учёной степени кандидата философских наук на тему «Диалектика активности познания». В 1968 году защитил диссертацию на соискание учёной степени доктора философских наук на тему «Монизм как принцип диалектической логики».
В 1969—1971 годах заведовал кафедрой марксизма-ленинизма Обнинского филиала Московского инженерно-физического института (в настоящее время кафедра философии и социальных наук Обнинского института атомной энергетики).
В 1971—1977 годах — профессор Академии общественных наук при ЦК КПСС.
В 1977—1986 годах работал в журнале «Коммунист» — редактор отдела философии, затем заместитель главного редактора.
В 1986 году вернулся на профессорскую должность в Академию общественных наук при ЦК КПСС и работал там до 1992 года.
С 1992 года — заведующий кафедрой философии и права Московского института инженеров сельскохозяйственного производства (с 1993 года — Московский государственный агроинженерный университет имени В. П. Горячкина).
Проживал с женой (78 лет) и сыном  в сталинской высотке на Кудринской площади в Москве. 18 июня 2020 года покончил с собой на 87-м году жизни, оставив письмо, в котором было написано: «Мой труп на нашей лестнице. Звоните в полицию (02) и скорую (03). В смерти моей никого не винить: слепну, глохну, теряю остатки памяти. Я уже никому не нужен, да и мне тоже уже никто не нужен. Уходить из жизни трудно, но оставаться ещё труднее. Больше не могу. Прощайте! Л. Науменко. 18.6.2020 год» .

## Научная деятельность
В область научных интересов Льва Науменко входили теория познания, теория и история диалектики, логика и методология науки, методология системного подхода.
Среди специальных исследований — проблема монизма как логико-методологического принципа, регулирующего развертывание смыслового содержания теории и ориентированного на преодоление логико-методологического дуализма двух смысловых полей, в которых движется научно-теоретическая мысль — содержательно-смыслового и операционально-формального. Одни и те же теоретические определения предмета науки в разных системах логики и методологии рассматриваются либо как имеющие объектный, содержательный смысл (субстанциальные, структурные, функциональные, системные и т. п.), либо субъектный, гносеологический, формально-логический, лингвистический, психологический смысл (абстракции, конструкции, операции и т. п.). Занимался изучением возможностей, условий, способов разрешения этого дуализма средствами диалектической логики на материалах истории философии, математики, физики, языкознания, психологии.
Исследователь творчества Эвальда Ильенкова.

## Награды и премии
- Государственная премия Казахской ССР (за цикл работ по теории диалектики, логике и методологии науки)[5]

## Цитаты
- Если вас устраивает только синхронический срез, то вы обязаны говорить почти исключительно на языке химии, а не биологии: вот группа клеток, они так-то и так-то соотносятся с другой группой клеток, и те и другие — совокупность молекул определенной структуры, происходят некие реакции, вследствие которых сложные молекулы захватывают некоторые более простые и отторгают другие. Что же касается функций, то тут их целый веер, и все — растопыркой. А если вы смотрите диахронически, эволюционно? Тогда совсем другое дело. Вы увидите функцию и увидите орган. У вас уже будет критерий, «концепт», понятие, «идея».